# جيوفاني ميغليوريني
جيوفاني ميغليوريني (بالإيطالية: Giovanni Migliorini)‏ هو لاعب كرة قدم إيطالي في مركز الهجوم، ولد في 21 فبراير 1931 في ميلانو في إيطاليا، وتوفي في مايو 1980 في كومو في إيطاليا. لعب مع إنتر ميلان ونادي ريجيانا 1919 ونادي كومو ونادي لاتسيو.